# Can Brun
Can Brun és una masia de Sils (Selva) inclosa a l'Inventari del Patrimoni Arquitectònic de Catalunya.

## Descripció
Es tracta d'una casa de dues plantes amb coberta a dues vessants laterals i cornisa catalana. La part central és l'original i fou ampliada amb dos cossos laterals més. Les obertures de l'edifici són de diversos estils i força petites. Dues de les tres finestres gòtiques són d'arc conopial i la central té tres arquacions, totes elles amb els brancals i l'ampit de pedra. A l'extrem esquerra de la façana hi ha una altra finestra emmarcada de rajol, segurament posterior. A la façana també trobem un rellotge de sol. Pel que fa a la porta principal és d'arc rebaixat i podria ser posterior, de la reforma del segle xix. No té brancals de pedra monolítica sinó que el marc és arrebossat i pintat, deixant sense arrebossar la part superior de l'arc en pedra. Aquesta porta està flanquejada per dos bancs de pedra adossats a la paret i al davant hi té una estructura de troncs que fa de porxo, amb una tela lligada a sobre. Hi ha una altra porta al costat dret, aquesta és amb llinda rectangular i brancals de pedra. El parament de la façana és arrebossat i pintat de blanc mentre que els murs laterals són de pedra vista. Hi ha un sòcol alt de color gris. A la part del darrere trobem un gran cobert, sostingut per pilars de rajol, de factura més moderna i destinat a les tasques agrícoles.
Actualment està habilitada per dos habitatges.